# Kazuya Ōshima

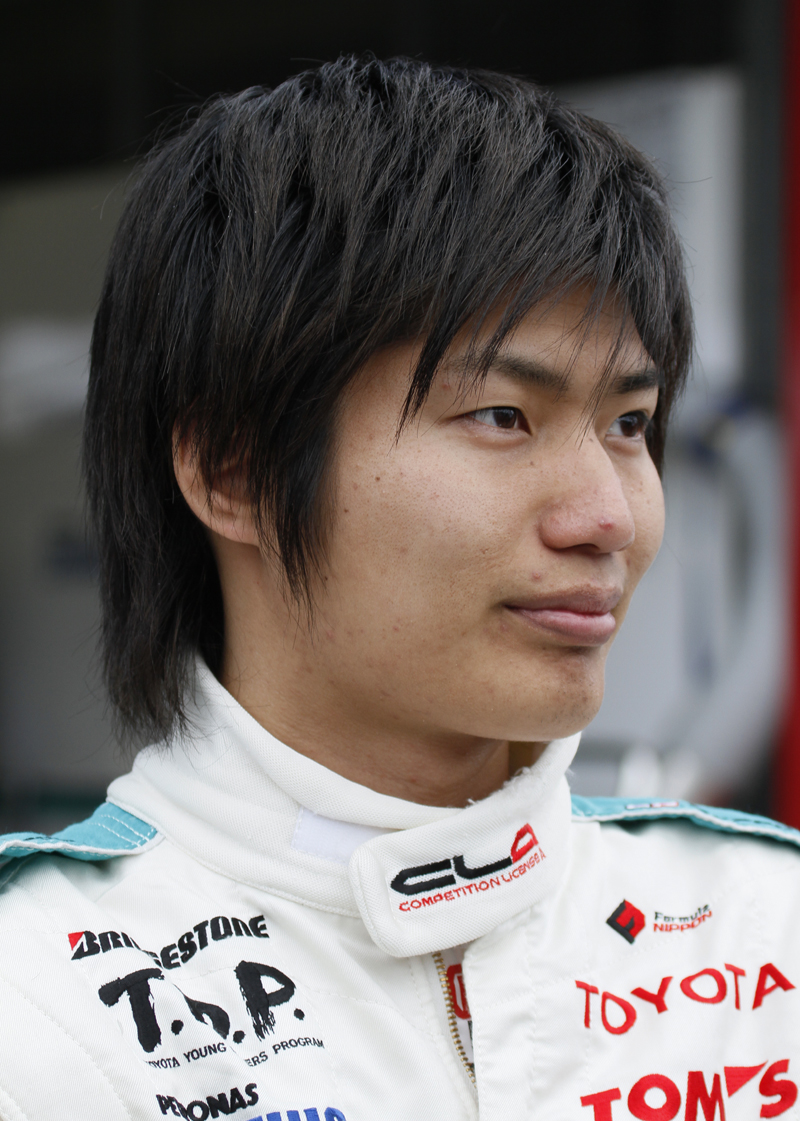
Kazuya Ōshima 2010

Kazuya Ōshima (jap. 大嶋 和也, Ōshima Kazuya; * 30. April 1987 in der Präfektur Fukuoka) ist ein japanischer Automobilrennfahrer. Er war 2006 japanischer Formel-3-Meister. Von 2009 bis 2011 trat er in der Formel Nippon an.

## Karriere
Ōshima begann seine Formelsportkarriere 2004 in der japanischen Formel Toyota. Nachdem er bereits in seiner ersten Saison den Vizemeistertitel gewonnen hatte, sicherte er sich ein Jahr später den Meistertitel dieser Serie. 2006 wechselte Ōshima zum Toyota Team TOM’S und ging in der japanischen Formel-3-Meisterschaft an den Start. Nachdem er in seiner Debütsaison den Vizemeistertitel hinter Adrian Sutil gewonnen hatte, holte er ein Jahr später mit sechs Siegen selber den Meistertitel der japanischen Formel 3. Außerdem gewann er zusammen mit Hiroaki Ishiura den Meistertitel der GT300-Klasse der Super GT, einer japanischen GT-Serie. Beim prestigeträchtigen Macau Grand Prix des Jahres 2007 stand er als Dritter auf dem Podium.
2008 verließ Ōshima Japan und zog nach Europa. Für Manor Motorsport startete er in der Formel-3-Euroserie. Obwohl er im Gegensatz zu seinen drei Teamkollegen ein Rennen gewann, belegte er am Saisonende nur den 19. Gesamtrang und war somit der am schlechtesten platzierte Pilot seines Teams. Außerdem absolvierte er erneut ein Rennen in der Super GT.
2009 kehrte Ōshima nach Japan zurück und ging für TOM’S in der Formel Nippon an den Start. Mit einem zweiten Platz als beste Platzierung belegte er am Saisonende den neunten Platz im Gesamtklassement. Außerdem startete er in der Super GT und wurde mit einem Sieg Neunter in der Meisterschaft. 2010 blieb Ōshima bei TOM’S in der Formel Nippon. Im Sportsland SUGO entschied er sein erstes Rennen für sich. Die Saison schloss er als Sechster in der Gesamtwertung ab. In der Super GT wurde er ebenfalls Sechster. 2011 wechselte Ōshima innerhalb der Formel Nippon zum Team LeMans. Mit einem zweiten Platz als bestes Ergebnis beendete er die Saison auf dem fünften Gesamtrang. In der Super GT wurde er in diesem Jahr Elfter.

## Statistik

### Karrierestationen
| - 2004: Japanische Formel Toyota (Platz 2) - 2005: Japanische Formel Toyota (Meister) - 2006: Japanische Formel-3-Meisterschaft (Platz 2) - 2006: Super GT, GT300 (Platz 15) - 2007: Japanische Formel-3-Meisterschaft (Meister) | - 2007: Super GT, GT300 (Meister) - 2008: Formel-3-Euroserie (Platz 19) - 2008: Super GT, GT300 (Platz 22) - 2009: Formel Nippon (Platz 9) - 2009: Super GT (Platz 9) | - 2010: Formel Nippon (Platz 6) - 2010: Super GT (Platz 6) - 2011: Formel Nippon (Platz 5) - 2011: Super GT (Platz 11) |

### Einzelergebnisse in der Formel Nippon/Super Formula
| Jahr | Team                | Motor  | 1   | 2   | 3   | 4   | 5   | 6   | 7   | 8   | 9   | 10  | Punkte | Rang |
| ---- | ------------------- | ------ | --- | --- | --- | --- | --- | --- | --- | --- | --- | --- | ------ | ---- |
| 2009 | Petronas Team TOM’S | Toyota | FU1 | SU1 | MO1 | FU2 | SU2 | MO2 | AUT | SUG |     |     | 13     | 9.   |
| 2009 | Petronas Team TOM’S | Toyota | 7   | DNF | DNF | 2   | 10  | 11  | 9   | 6   |     |     | 13     | 9.   |
| 2010 | Petronas Team TOM’S | Toyota | SU1 | MO1 | FU1 | MO2 | SUG | AUT | SU2 | SU2 | FU2 | FU2 | 24     | 6.   |
| 2010 | Petronas Team TOM’S | Toyota | 12  | 8   | 4   | 5   | 1   | DNS | 5   | 7   | 2   | 8   | 24     | 6.   |
| 2011 | Team LeMans         | Toyota | SU1 | AUT | FU1 | MO1 | SU2 | SUG | MO2 | MO2 | FU2 |     | 19     | 5.   |
| 2011 | Team LeMans         | Toyota | 5   | 2   | 12  | 8   | C   | 6   | DNF | 5   | 4   |     | 19     | 5.   |
| 2012 | Team LeMans         | Toyota | SU1 | MO1 | AUT | FU1 | MO2 | SUG | SU2 | SU2 | FU2 |     | 21,5   | 7.   |
| 2012 | Team LeMans         | Toyota | 4   | 8   | 6   | 3   | DNF | 4   | 8   | 7   | 10  |     | 21,5   | 7.   |
| 2015 | Petronas Team TOM’S | Toyota | SU1 | OKA | FUJ | MOT | AUT | SUG | SU2 | SU2 |     |     | 0      | –    |
| 2015 | Petronas Team TOM’S | Toyota |     | 15  |     | –   | –   | –   | –   | –   |     |     | 0      | –    |

Anmerkungen
1. 1 2 3  Für den Fuji Sprint Cup wurden keine Punkte vergeben.